# Fontana di Monteoliveto (Nápoly)
A Fontana di Monteoliveto (magyarul Monteoliveto kútja) az egyik legszebb barokk díszkút Nápolyban. 1669-ben építették Cosimo Fanzago tanítványai Don Pedro de Aragon alkirály kívánságára. Nevét a közeli kolostor és templom után kapta, melyet a pálos rend szerzetesei birtokoltak. Az alkirály eredeti elképzelése szerint II. Habsburg Károly nevét viselte volna, kinek bronzszobra díszíti a kutat. A kút egyben ajándék is volt a nápolyi lakosság részére, másrészt pedig a királyi hatalom kifejezőeszköze.